# Jan Wilm Tolkamp
Jan Wilm Tolkamp (Aalten, 6 oktober 1965) is een Nederlandse gitarist en zanger. Hij speelde bij verschillende groepen. Hij toerde met Dilana Smith, en maakte muziek met onder andere Jovink en de Voederbietels. Vanaf 2006 maakt Tolkamp deel uit van Normaal. Hij is daarbij niet alleen gitarist, maar ook componist en zanger. Tolkamp en Willem Terhorst zijn de echte boerenzonen van de huidige bezetting van Normaal. Op 19 december 2015 gaf Tolkamp met Normaal een groots afscheidsconcert in stadion GelreDome. In januari 2016 verscheen het nummer Toevallig over het ontstaan en het afscheid van de band Normaal. Het nummer werd door Jan Wilm Tolkamp al tijdens het afscheidsconcert van Normaal gezongen. Het verscheen op een cassettebandje en via streamingdiensten. In 2018 bracht hij een solo-cd uit: "Vrijheid van denken en doen".